# Неварски језик
Неварски језик (ISO 639-3: new; nepal bhasa, newal bhaye, “newari”) је главни језик у Непалу, а спада у тибетско-бурманску групу језика. Неварски језик је махакирантски језик, шира хималајска скупина, којим говори око 839.000 људи од чега 825,000 у Непалу (2001 попис) и свега 14.000 и Индији (2007) у Сикиму и Западном Бенгалу. Етничка популација износи 1.245.232 без 11.505 Пахара. Једини је представник неварске подскупине. 
Постоји неколико дијалеката, долкхали (долакха), синдхупалчок пахри (пахри, пахари), тотали, цитланг, катхманду-патан-киртипур, бхактапури баглунг. Долкхали из Долкхе и пахри из Синдхупалчока су можда посебни језици. Пише се писмом деванагари.
Њиме говоре углавном Невари.